# Minoru Kawasaki
Minoru Kawasaki (河崎実) (Tòquio, 15 d'agost de 1958), és un director de cinema japonès, conegut per les seves comèdies paròdiques de baix pressupost on intriduce l'humor surrealista juntament amb el conegut sistema d'efectes especials artesanals japonesos conegut com "tokusatsu".

## Carrera
Kawasaki va començar la seva carrera amb productes autofinançats inspirant-se en la saga kyodai, abans de treballar en la productora Tsuburaya Production Ultraman Tiga (1996-1997). El seu primer llargmetratge va ser The Calamari Wrestler (2004), sobre un lluitador que inexplicablement es converteix en un calamar. Li va seguir el film Executive Koala (2005), sobre un coala homínid de classe mitjana que assassina a la seva dona i Kabuto-O Beetle (també en 2005), sobre un altre lluitador, que es converteix aquesta vegada en un escarabat. En 2006, dirigeix The World Sinks Except Japan (un spoof remake del film de Shinji Higuchi Nihon Chinbotsu de 1973) i Crab Goalkeeper (també 2006), un film surrealista on un cranc gegant que el director descriu com el seu Forrest Gump.
Kawasaki també va dirigir en 2008 Monster X Strikes Back: Attack the G8 Summit, una seqüela paròdica del film kaiju The X from Outer Space de la productora Shochiku. Va dirigir dues pel·lícules d'inspiració kaiju: Kaiju Bufó (2016) i Monster Seafood Wars (2020).

## Filmografia
- The Calamari Wrestler (いかレスラー Ika resurā?) (2004)
- Kabuto-O Beetle (兜王ビートル Kabuto-ō bītoru?) (2005)
- Executive Koala (コアラ課長 Koara kachō?) (2005)
- Crab Goalkeeper (かにゴールキーパー Kani gōrukīpā?) (2006)
- The World Sinks Except Japan (日本以外全部沉没 Nihon igai zenbu chinbotsu?) (2006)
- The Rug Cop (ヅラ刑事 Zura deka?) (2006)
- Monster X Strikes Back: Attack the G8 Summit (ギララの逆襲／洞爺湖サミット危機一発 Girara no gyakushū: Tōya-ko Samitto kikiippatsu?) (2008)
- Pussy Soup (猫ラーメン大将, Neko Ramen Taishō) (2008)
- Outer Man (アウターマン Autāman?) (2015)
- Kaiju Mono (大怪獣モノ?) (2016)
- Monster Seafood Wars (三大怪獣グルメ?) (2020)